# Jászalsószentgyörgy
Jászalsószentgyörgy es un pueblo húngaro perteneciente al distrito de Jászapáti, condado de Jász-Nagykun-Szolnok.

## Superficie
Cuenta con una superficie de 47,67 km².

## Demografía
Hasta 2024 la población era de 3122	habitantes, con una densidad de población de 65,49 hab/km².
| Gráfica de evolución demográfica de Jászalsószentgyörgy entre 2020 y 2024 |
|                                                                           |
| Datos según la Oficina Central de Estadística de Hungría.                 |